# María Noel Genovese
María Noel Genovese Berisso (Montevideo, 25 de diciembre de 1943), más conocida por su nombre artístico María Noel, es una ex modelo y actriz uruguaya.

## Biografía
Fue hija de la periodista María Berisso. Participó en el certamen Miss Uruguay; fue finalista en Miss Mundo 1962. En la década de 1960 comenzó a trabajar en la televisión. Siguió su carrera en Argentina y Estados Unidos. A principios de 1979 hasta mediados de 1980 estuvo en pareja con el reconocido actor argentino Carlos Calvo. También fue pareja de los empresarios Alfredo Odorisio y Horacio Rodríguez Larreta (padre). Reside en Buenos Aires.

## Televisión
- 1962: Miss World 1962
- 1963: Los cinco sentidos
- 1969: Ladrón sin destino[5]
- 1972/1973: Gorosito y señora
- 1974: Hupumorpo[6]
- 1977: Mi hermano Javier
- 1979: Olmedo 79
- 1979: Dulce fugitiva
- 1980: Mancinelli y familia
- 1980: El secreto de Ana Clara
- 1982: Verónica: el rostro del amor[7]
- 1982: Juan sin nombre
- 1982: Después del final
- 1983: Jugarse entero
- 1990: Amigos son los amigos
- 1994: Alejandra (telenovela)
- 1996: Verdad Consecuencia

## Teatro
- 1979: Una noche a la italiana (1979) con Carlos Calvo, Marta González, Ricardo Bauleo y Paulina Singerman.
- 1981: Boeing boeing, en Mar del Plata, junto a Gigí Ruá, Osvaldo Miranda, Paulina Singerman y elenco.

## Cine
- 1968: De Lo Que No Hay[8]
- 1974: La flor de la mafia[9]
- 1977: La noche del hurto
- 1977: Tiempos duros para Drácula
- 1977: Los superagentes biónicos
- 1978: El divorcio está de moda (de común acuerdo)
- 1979: Cuatro pícaros bomberos
- 1982: El agujero en la pared
- 1988: Jailbird Rock
- 1990: Sulle tracce del condor
- 1997: La lección de tango